# Alexander von Knobelsdorff
Ne doit pas être confondu avec Alexander von Knobelsdorff (général, 1788).
Alexander Friedrich von Knobelsdorff (né le 13 mai 1723 à Cunow près de Crossen-sur-l'Oder et mort le 10 décembre 1799 à Stendal) est un maréchal prussien.

## Biographie

### Origine
Alexander est issu de la noble famille von Knobelsdorff. Il est le fils de Johann Friedrich von Knobelsdorff (né en 1693 et mort le 27 juin 1760 à Berlin), chef forestier prussien et héritier de Kunow, Bobersberg et Kuckedel et sa femme Wilhelmine Charlotte, née von Kalkreuth de la branche d'Ogersitz (née le 23 mars 1705 à Ogersitz et morte le 29 mars 1761 à Berlin). Ses frères August Rudolf (de) (1727–1794) et Kurd Gottlob (1735–1807) deviennent également généraux prussiens.

### Carrière militaire
Knobelsdorff étudie au lycée de Joachimsthal à Berlin et devient le 14 janvier 1737 page de la princesse héritière Élisabeth-Christine. Avec l'avènement de Frédéric II, fin mai 1740, Knobelsdorff entre à son service au même titre.
Le 1er mars 1741, Knobelsdorff est ensuite engagé comme caporal dans le 7e régiment de dragons de l'armée prussienne "von Möllendorf (de)" et est promu enseigne en août de la même année. Il combat avec le régiment dans la première guerre de Silésie à Münsterberg, Troppau, Austerlitz et Olmütz. En mars 1743, il devient sous-lieutenant et en 1750 premier lieutenant. En 1745, il combat à Landeshut et près de Hohenfriedberg, en 1757 il prend part à la bataille de Gross-Jägersdorf, où il dirige sa propre escadre. Le 5 avril 1758, Knobelsdorff est nommé capitaine et commandant d'escadron et est déjà transféré au régiment franc Hordt (de) en tant que major pendant deux mois. Il combat en Poméranie suédoise et près de Driesen. En 1759, il participe à une campagne contre les magasins russes. Jusqu'en 1762, il est également impliqué dans toutes les autres batailles du régiment franc Hordt. En 1762, il rédige un accord avec les Autrichiens en Silésie, qui est finalement conclu.
À la fin de la guerre de Sept Ans, le régiment franc est également dissous et Knobelsdorff est engagé le 20 mars 1763 dans le 8e régiment d'infanterie "Queis (de)". Trois mois plus tard, il est transféré au 7e régiment d'infanterie "Brunswick-Bevern". Il y devient lieutenant-colonel en 1765, colonel en 1767 et, en tant que tel, commandant du régiment le 12 février 1771. Knobelsdorff commande ce régiment pendant plus de deux ans et demi et devient ensuite commandant du 49e régiment d'infanterie "von Schwartz (de)". Le roi le nomme finalement le 20 octobre 1776 chef du 27e régiment d'infanterie (de) "Stojentin (de)" à Stendal. Lors de la guerre de Succession de Bavière en 1778, il dirige une brigade dans l'armée du prince Henri et se distingue lors d'une bataille à Gabel. Son régiment de l'Altmark est également impliqué. Après la paix de Teschen, il crée des écoles pour les enfants de soldats et les futurs officiers.
Dans la campagne contre la Hollande en 1787, il dirige la division sur l'aile gauche. Le chef de l'armée à cette époque est le duc de Brunswick. Le général est envoyé à Clèves avec ses troupes. De là, le 13 septembre, il mène la troisième colonne à travers le comté de Zutphen jusqu'à Haag. À la fin de l'année, les soldats regagnent leur quartier général. À l'occasion de la revue près de Magdebourg, Knobelsdorff est fait chevalier dans l'ordre de l'Aigle noir le 28 mai 1789 pour ses longues années de service.
Lorsque la guerre éclate en 1792 contre la France, il séjourne d'abord à Stendal tandis que son régiment rejoint le corps du duc de Brunswick. Cependant, lorsque le duc doit quitter l'armée de coalition pour cause de maladie après l'aggravation de la situation de guerre en mars 1793, Knobelsdorff prend pour lui le commandement suprême des troupes prussiennes. À l'été 1793, Knobelsdorff et son corps, qui comprend également le régiment d'Altmark, se distinguent à Valenciennes de telle manière qu'il est promu général d'infanterie et reçoit des éloges particuliers du roi. Frédéric-Guillaume II le nomme également gouverneur de Custrin.
Invité fréquent du roi, le général, promu feld-maréchal en mai 1798, participe encore aux manœuvres de Potsdam à l'automne 1799. Un accident vasculaire cérébral qu'il subit le 10 décembre 1799 à Stendal, termine sa vie de soldat dans la ville de garnison de son régiment. Il est enterré dans l'église Saint-Jacques (de) de la ville.
Il est considéré comme ayant une culture universelle et, en tant que grand chasseur et ami de la nature, il connait très bien les environs de Stendal ainsi que la lande de Letzling, qu'il utilise pour des randonnées et des voyages de chasse. L'un de ses élèves les plus connus est le général Ernst von Rüchel, inspecteur général de l'instruction militaire prussienne et co-perdant de la bataille d'Iéna le 14 octobre 1806.
Entre 1741 et 1787, il participe à toutes les campagnes de Frédéric II et a la chance de ne pas être blessé ou capturé. Le 14 septembre 1762, il est fait chevalier de Saint-Jean. Le 5 juillet 1797, il devient Commandeur de l'ordre de Saint-Jean à Wietersheim.

## Famille
Knobelsdorff est marié depuis le 26 décembre 1771 avec Dorothea Ulrike Charlotte von Ramin (né le 16 janvier 1748 et mort le 17 octobre 1822 à Stendal). Le mariage n'a pas d'enfants.